# Kloster Zoffingen
Das Kloster Zoffingen (vollständiger Name: Kloster zur hl. Katharina von Alexandrien in Konstanz) befindet sich seit dem 13. Jahrhundert in Konstanz am Bodensee. Es ist ein nach dem Domscholaster Burkhard von Zofingen benanntes Nonnenkloster.

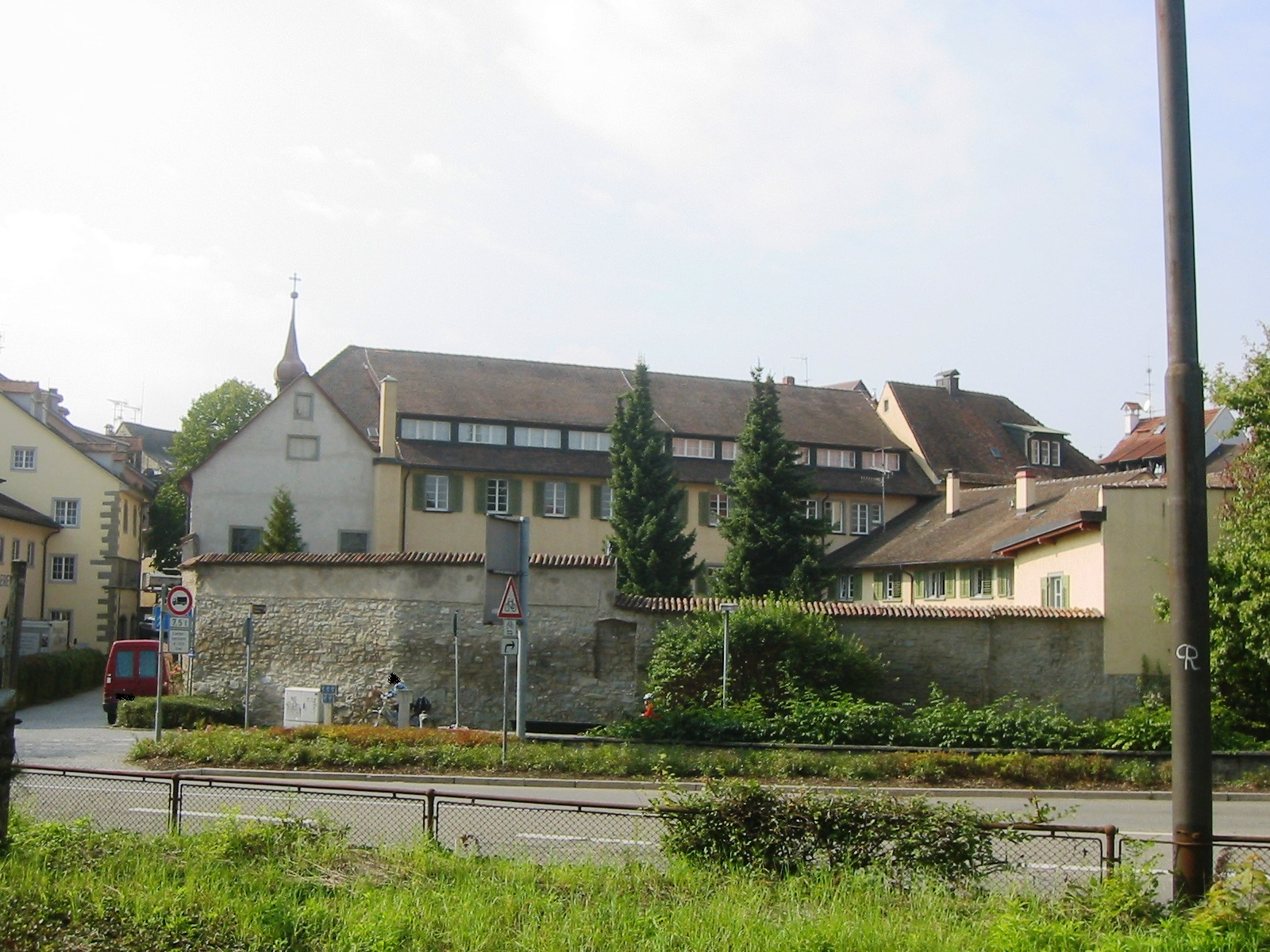
Kloster Zoffingen, ein Dominikanerinnenkloster aus dem 13. Jahrhundert in Konstanz am Bodensee. Ansicht von der Konzilstraße.

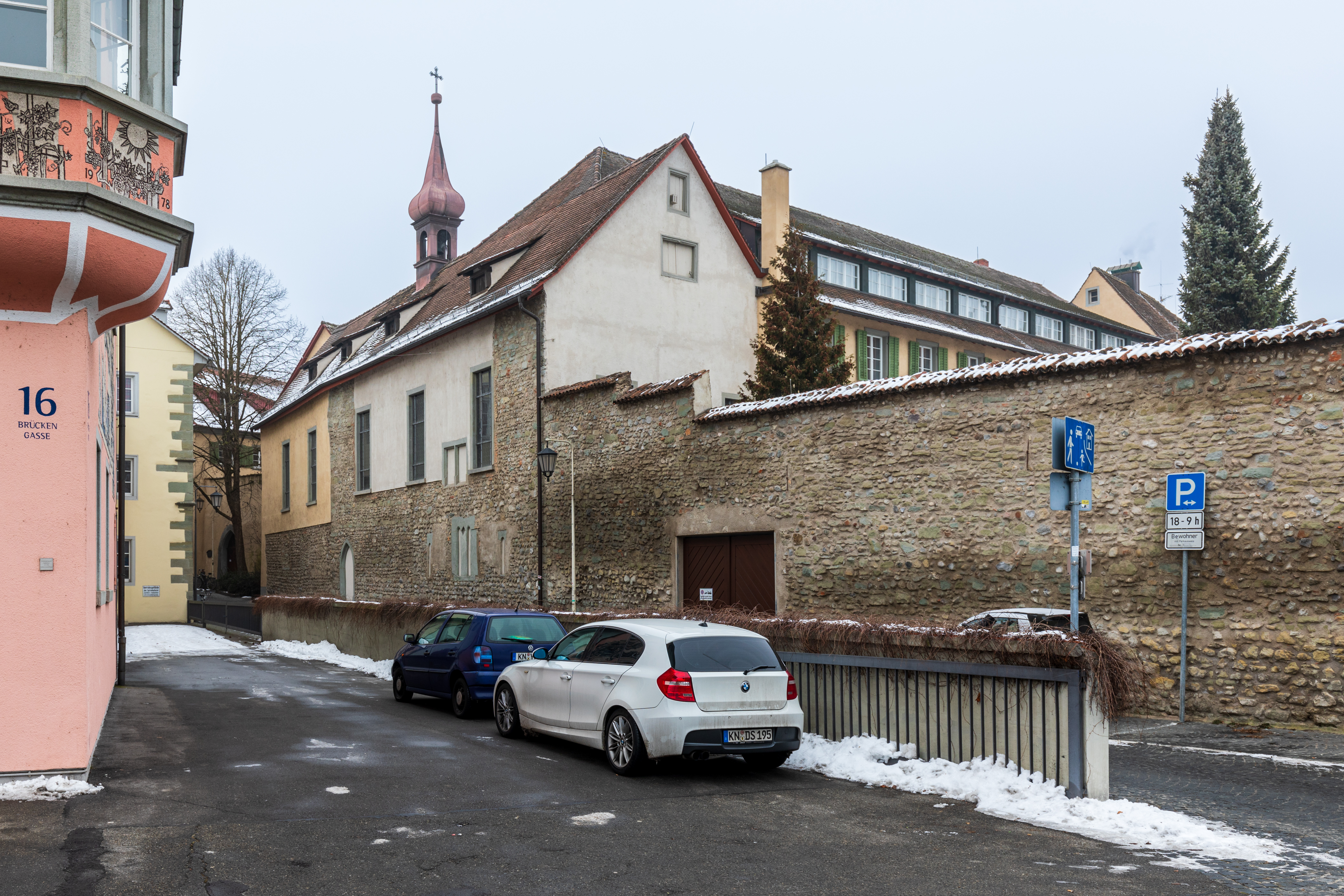
Ansicht Brückengasse

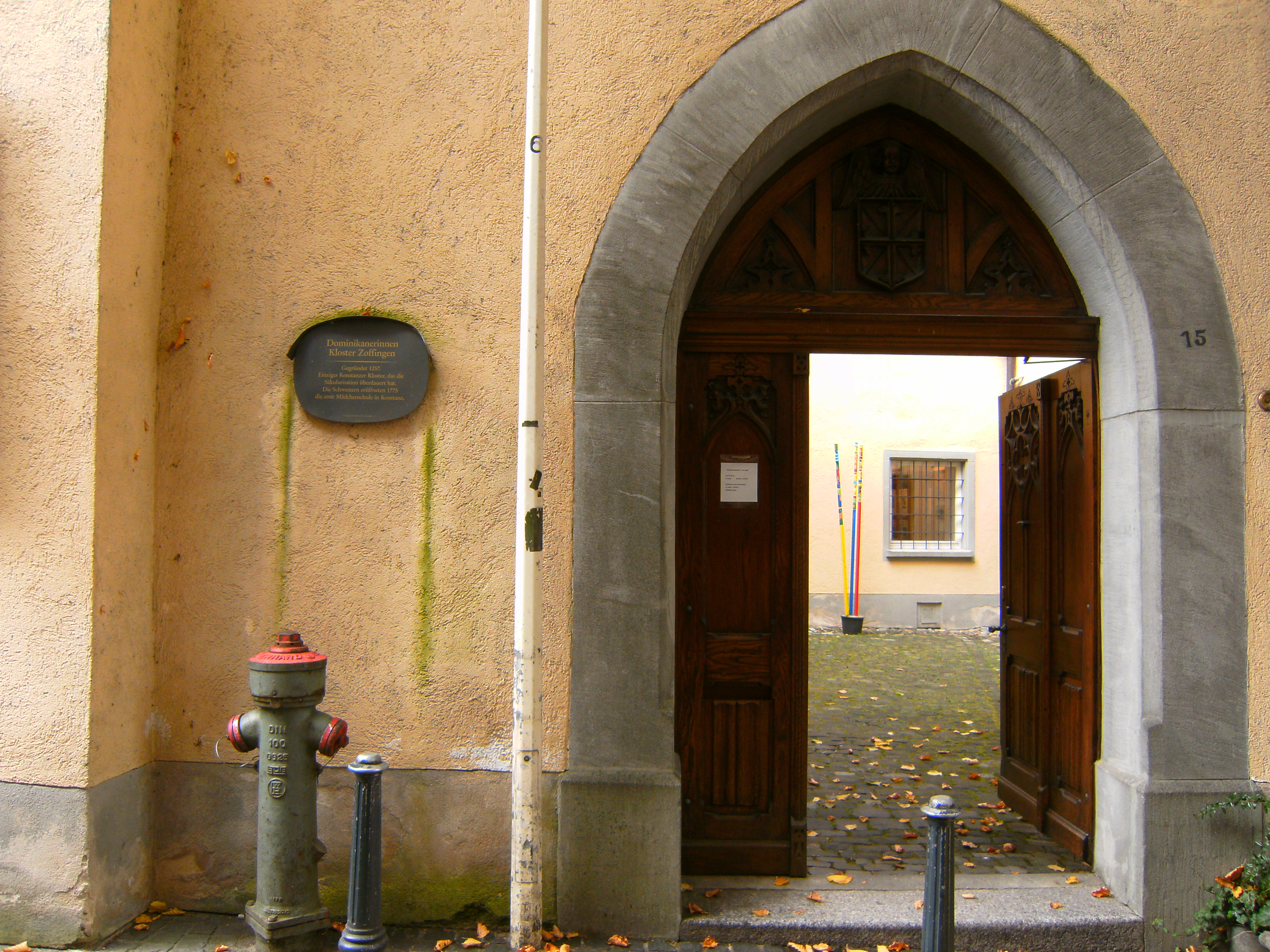
Konstanz, Brückengasse: Eingangspforte des Klosters Zoffingen

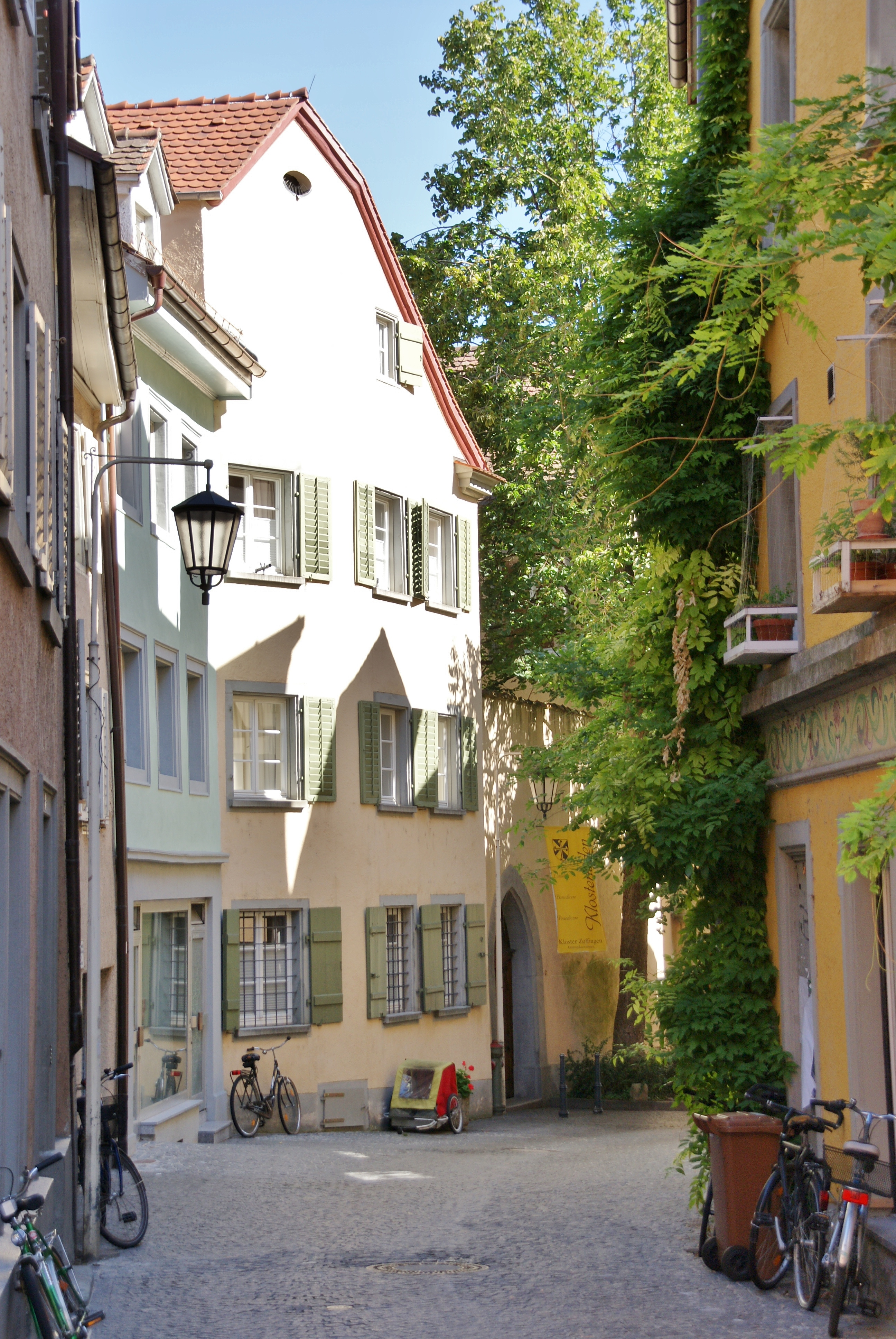
Straßenbild Brückengasse, Konstanz

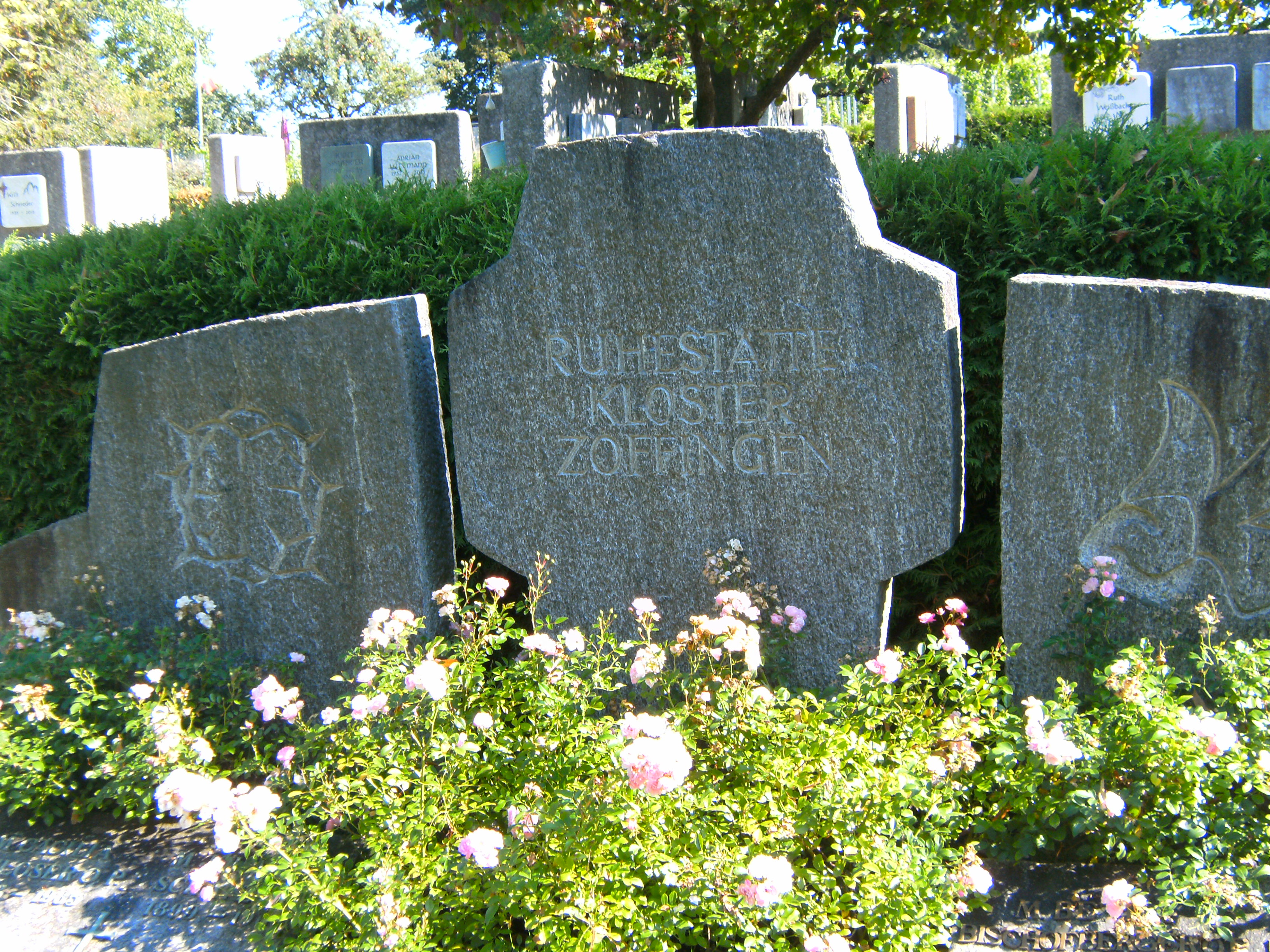
Hauptfriedhof Konstanz, Riesenbergweg: Ruhestätte Kloster Zoffingen im nordöstlichen Teil

## Geschichte
Der Ursprung des Klosters geht auf eine Beginengemeinschaft zurück, die vor 1257 von Wil nach Konstanz in die Nähe der Niederburgmauer zog. Nachdem sie vom Fürstbischof von Konstanz Eberhard II. von Waldburg die Augustinusregel annahmen, schenkte der Domscholaster von Zofingen den Schwestern seinen Domherrenhof. Gegen Ende des 13. Jahrhunderts entstand die Kapelle, die vermutlich um 1314 der Heiligen Katharina geweiht wurde.
Im Jahr 1318 übernahmen die Dominikaner des benachbarten Inselklosters auf Weisung des Konstanzer Bischofs Gerhard von Bevar die Seelsorge und Leitung der Schwestern. Sie lebten gemeinsam mit ihnen in Klausur; eine Inkorporation fand jedoch nicht statt. 1496 und 1497 entsandte der damalige Fürstbischof Hugo von Hohenlandenberg einige Schwestern aus dem bereits reformierten Kloster St. Katharina aus St. Gallen nach Zoffingen, um auch dort die Reformation voranzutreiben. Doch entgegen seiner Erwartung kehrten die Schwestern nicht nach St. Gallen zurück, sondern blieben in Konstanz. Kurz darauf wurde Cordula von Schönau als Novizenmeisterin eingesetzt und mit der Erstellung der Zoffinger Handschriften beauftragt. Die Kontemplation der Gemeinschaft wurde bis ins 15. Jahrhundert durch Mystiker wie Heinrich Seuse befördert. 1654 erhielten sie vom Kapellmeister Abraham Megerle ein Gnadenbild der Maria. Die Statue gilt bis heute als Kleinod des Klosters.
1782 wurde der Konvent mit dem des Klosters St. Peter an der Fahr vereinigt. Da sich das Zusammenleben mit dem ärmeren Zoffinger Konvent als zu schwierig gestaltete, wurde am 20. November 1789 das Kloster St. Peter von Zoffingen wieder getrennt und endgültig aufgehoben.

## Mädchenschule Zoffingen

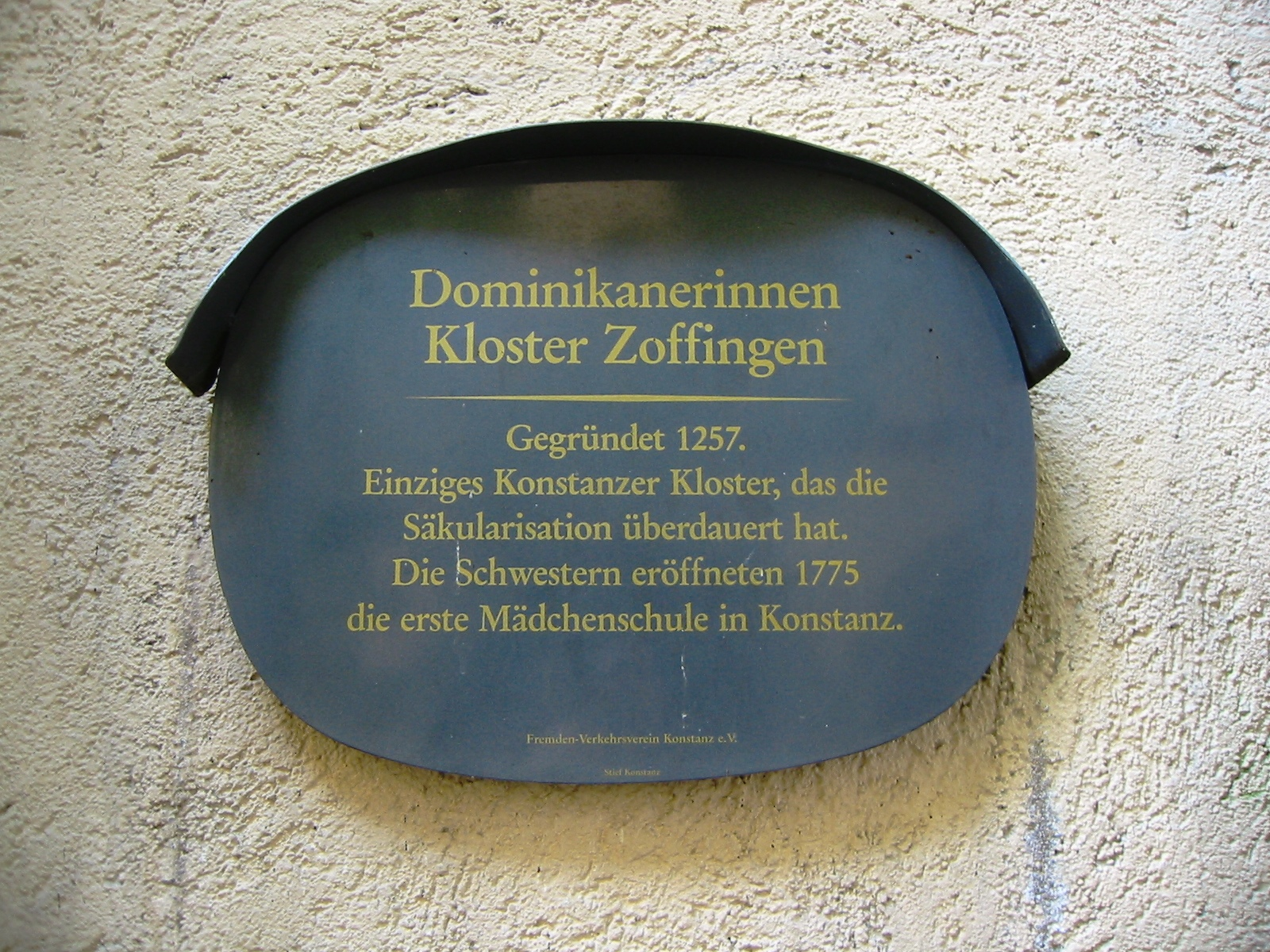
Hinweisschild des Fremdenverkehrsvereins am Eingang des Klosters Zoffingen

Auf Ersuchen der Regierung Vorderösterreichs entschieden sich die Dominikanerinnen unter der Leitung ihrer Priorin Maria Theresia Beuterin am 23. Januar 1775 die erste Normalschule für Mädchen in der Stadt Konstanz zu eröffnen. Die Stadt finanzierte die Ausbildung zweier Schwestern als Elementarlehrerinnen in Freiburg. Der Entschluss zur Schulgründung rettete das Kloster nur wenige Jahre später vor der Aufhebung, denn nur klösterliche Gemeinschaften, die sich dem Unterricht oder der Krankenpflege widmeten, wurden auch von der Säkularisation Anfang des 19. Jahrhunderts ausgenommen.
1926 schloss das Kloster mit der Stadt Konstanz einen Vertrag: Die Schule wurde 1926 staatlich anerkannt und unter städtische Aufsicht gestellt. Seither entfallen die Schulkosten für Eltern, bezahlt die Stadt die Sachausgaben und das Land Baden (heute das Land Baden-Württemberg) die Lehrergehälter. Damit hatte die Schule zwar ihren Status als Privatschule aufgegeben, doch verblieb deren Leitung und die mit der Schule verbundenen Gebäude beim Kloster Zoffingen.
2003 wurde die Grundschule aufgegeben und die verbleibende Mädchenhaupt- und Realschule als Verbundschule weitergeführt, was den Wechsel für die Schülerinnen zwischen den beiden Schultypen erleichterte. Der Mangel an Nachwuchs zwang das Kloster 2005, die Schulleitung in staatliche Hände zu geben. Zum Schuljahresende 2017/2018 wurde der Unterrichtsbetrieb eingestellt.
Die Ruhestätte der Nonnen des Klosters Zoffingen befindet sich auf dem Hauptfriedhof Konstanz im nordöstlichen Teil.

## Umnutzung als Pflegeheim
Die katholische Gesamtkirchengemeinde Konstanz erwarb vom Kloster Zoffingen das Schulareal. Die Altenhilfe der Caritas betreibt dort seit Herbst 2023 in einem Neubau ein Pflegeheim. Das Pflegeheim hat 105 stationäre Pflegeplätze und 15 Tagespflegeplätze.
Als Rückzugsort gehört der Klostergemeinschaft ein Weinberg mit Rebhaus am Stadtrand von Konstanz.